# Аспидогорлый скрытохвост
Аспидогорлый скрытохвост, или cерогорлый криптуреллус (лат. Crypturellus boucardi), — вид птиц семейства тинаму, обитающий в Мексике и Центральной Америке. Видовое название дано в честь французского орнитолога Адольфа Бокара (1839—1905).

## Распространение
Серогорлый скрытохвост встречается в низменных влажных лесах в субтропических и тропических районах на высоте 1800 метров. Этот вид распространён вдоль побережья Мексиканского залива от южной части Мексики, от юга Веракруса и северной части Оахаки до северной части Коста-Рики, а также Белиза, Гватемалы, Гондураса, Никарагуа. Птица предпочитает густые вечнозеленые леса с густым подлеском, любит влажные районы.
Ареал пересекается с местами обитания кустарникового скрытохвоста, с которым может давать гибриды.

## Описание
Аспидогорлый скрытохвост достигает длины от 25,5 до 28 см. Самцы весят от 375 до 465 г. Спина и голова переливаются от чёрного до каштанового цвета. Коричневый цвет присутствует на крыльях, грудь серовато-серая, горло белое.

## Поведение
Его звук состоит из трёх нот и ниже, чем у других тинаму. Обычно издаёт звуки в длинных схватках, звук может не прерываться до 5 часов. Как и другие тинаму, серогорлый скрытохвост питается плодами и семенами и некоторыми беспозвоночными, в частности муравьями и термитами. Самец привлекает от 2 до 4 самок. Самец инкубирует яйца и выкармливает птенцов.

## Классификация
Международный союз орнитологов выделяет два подвида:
- Crypturellus boucardi boucardi (Sclater, PL, 1860)
- Crypturellus boucardi costaricensis (Dwight & Griscom, 1924)